# Konrad Lein
Konrad Lein (* 27. März 1907 in Mainz; † 22. Februar 1964 in Worms) war ein deutscher Politiker (KPD). Er war Mitglied der Beratenden Landesversammlung Rheinland-Pfalz.

## Leben
Lein, von Beruf Buchhalter, war als Verwaltungsangestellter tätig. 1946 war er  verantwortlich für Schulungswesen in der erweiterten Kreisleitung Worms der KPD. Von 1946 bis 1948 war er Mitglied der Kreisversammlung Worms sowie 1946/47 Mitglied der Beratenden Landesversammlung Rheinland-Pfalz. 1949 fungierte er als Vorsitzender der Nationalen Front in Worms.